# Рыбна (Малопольское воеводство)

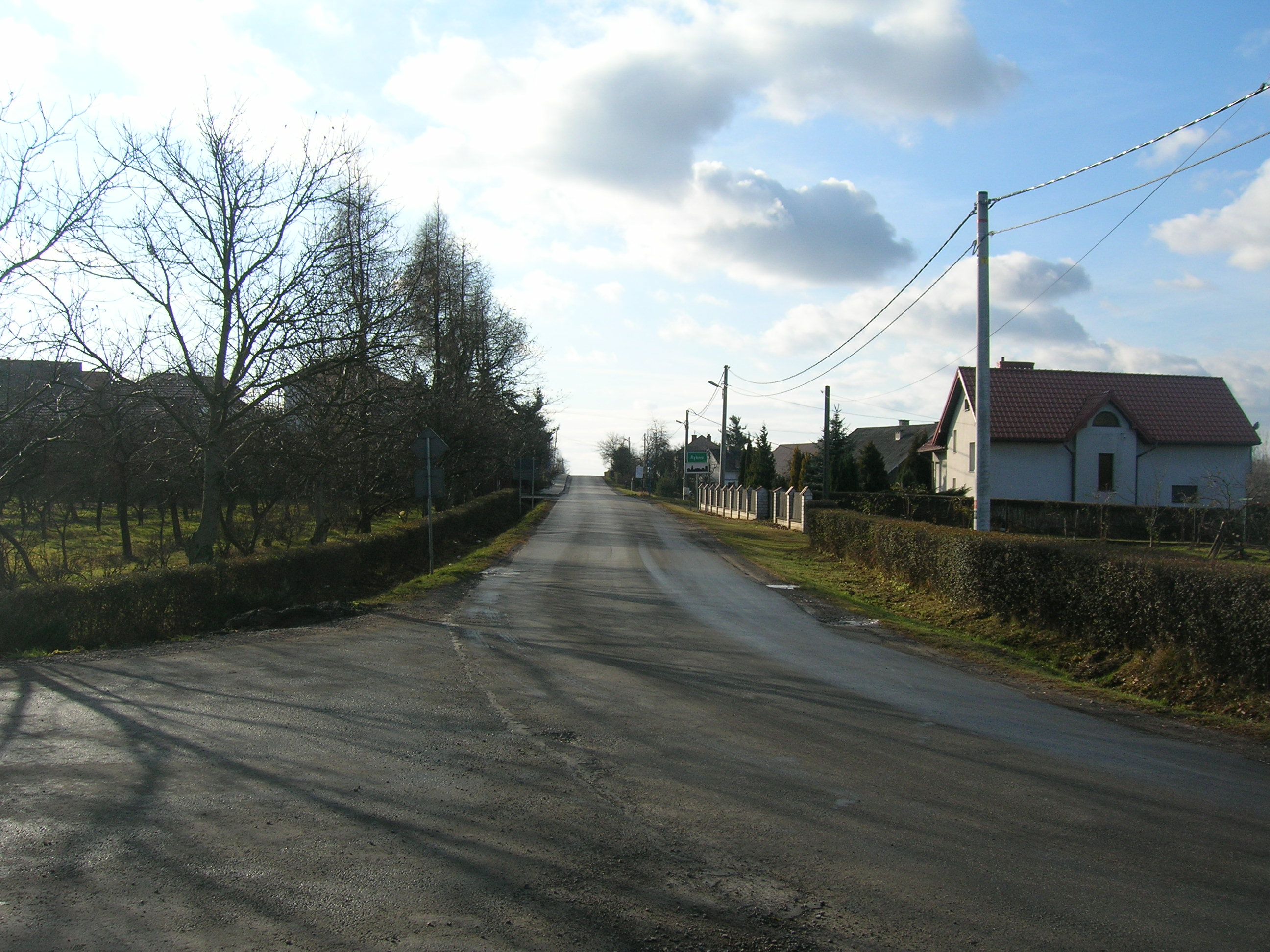
Вид села

Ры́бна (пол. Rybna) — село в Польше в сельской гмине Чернихув Краковского повета Малопольского воеводства.

## География
Село располагается в 8 км от административного центра гмины села Чернихув и в 21 км от административного центра воеводства города Краков. Южная часть села располагается вдоль воеводской дороги № 780. Связь с Краковом осуществляется автобусом № 269.
Село состоит из нескольких частей, которые имею собственные названия: Беднаже, Чамаже, Куцорошец, Морги, Новы-Свят и Вжосы.
В 1975—1998 годах село входило в состав Краковского воеводства.

## История
Впервые село упоминается в 1357 году в сочинении «Kodeks Dyplomatyczny» бенедиктинского аббатства в Тыньце. В этом документе говорится, что Анджей из Журавице определил границу своих владений границей реки Санка и деревнями Бачин и Рыбна, которые принадлежали бенедиктинцам.

## Население
По состоянию на 2013 год в селе проживало 2534 человек.
| 2010 | 2013 |
| ---- | ---- |
| 2429 | 2534 |

| Перепись  | Всего   | Всего | Женщины | Женщины | Мужчины | Мужчины |
| --------- | ------- | ----- | ------- | ------- | ------- | ------- |
| Единицы   | человек | %     | человек | %       | человек | %       |
| Население | 2534    | 100   | 1252    | 49,4    | 1282    | 50,6    |

## Достопримечательности
Памятники культуры Малопольского воеводства:
- Церковь святого Казимира.
- Усадьба в Рыбной.

## Известные жители и уроженцы
- Ростворовский, Кароль Губерт (1877—1938) — польский драматург и поэт.